# Agenesie
Agenesie is het achterwege blijven van de ontwikkeling van organen of ledematen.
Deze aandoening komt voor tijdens de embryonale ontwikkeling en groei. Als agenesie optreedt in belangrijke organen zoals het hart en de hersenen leidt dit meestal tot de dood. Agenesie aan organen als de nier hoeft niet fataal te zijn, aangezien de andere nier de functie kan overnemen.
Agenesie kan onderverdeeld worden in specifieke aandoeningen op basis van getroffen orgaan. Hieronder staan enkele voorbeelden.
- trachea-agenesie: de luchtpijp is niet tot ontwikkeling gekomen.
- renale agenesie: een of beide nieren zijn niet tot ontwikkeling gekomen.
- tand-agenesie: een of meerdere tanden zijn niet aangelegd en tot ontwikkeling gekomen.
- lidmaat-agenesie: bijvoorbeeld amelie, hemimelie, focomelie, meromelie.

Een tijdelijk sterke toename van lidmaatagenesie dateert uit de jaren zestig van de twintigste eeuw. Tal van vrouwen baarden een kind met deze afwijking (meer specifiek focomelie), door inname tijdens de zwangerschap van het geneesmiddel thalidomide, beter bekend onder de merknaam Softenon.

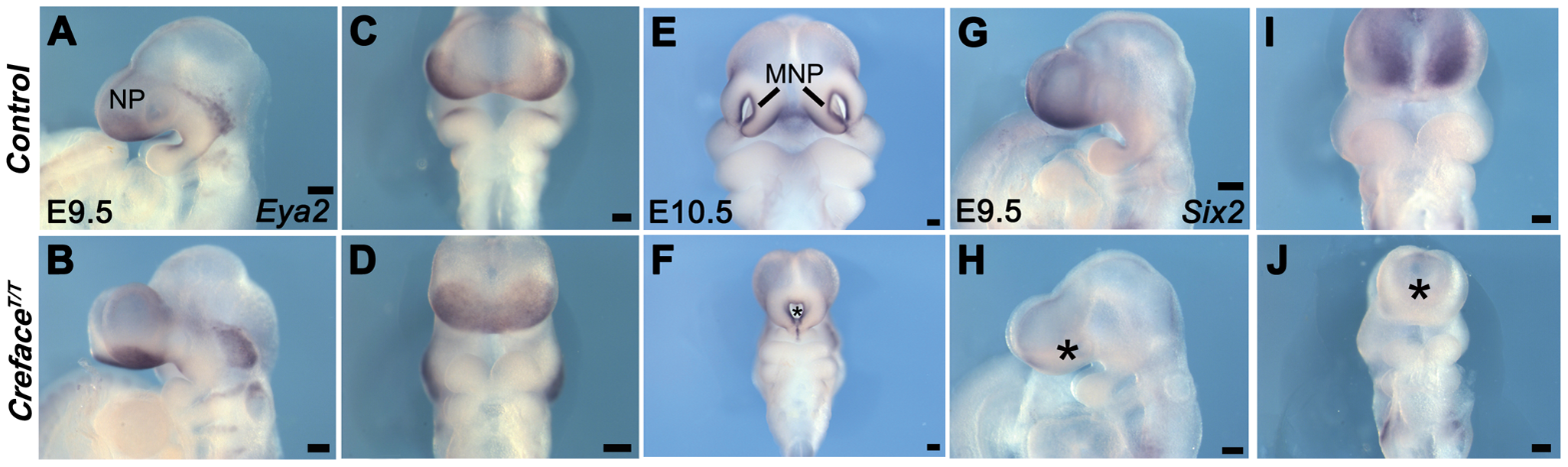
Agenesie bij Creface^{T/T}-muisembryo's